# Университет Квебека в Монреале
Университет Квебека в Монреале (фр. Université du Québec à Montréal) — один из четырёх университетов в Монреале, Канада.

## История
Университет был основан 9 апреля 1969 года правительством провинции Квебек. В 1976 году преподаватели (профессора) университета провели 4-х месячную забастовку, после которой получили значительное самоуправление. В 2004 УКМ имел 42257 студентов на шести факультетах (Искусств, Образования, Литературы, Лингвистики и Коммуникации, Политологии и права, Науки, социальных Наук) и одной школе (менеджмента). Предлагает программы для получения степеней бакалавра, магистра и доктора наук. В июне 2005, УКМ вместе с Теле-университетом имеет более 60000 студентов, что делает его крупнейшим франкофоным университетом в мире.
Университет Квебека в Монреале — самый большой элемент в системе Университета Квебека, публичного университета с отделениями в Гатино, Римуски, Роюн-Норанда, городе Квебек, Шикутими и Труа-Ривьере. Как часть системы Университета Квебека он обладает относительной независимостью, которая позволяет ему выдавать собственные дипломы. По состоянию на начало 2010-х годов значительную роль в вузе играют общие собрания преподавателей кафедр — они нанимают новых сотрудников, оценивают работу своих коллег, дают рекомендации для повышения их в должности, а также избирают ректора, которого затем утверждает правительство Квебека. Ректору помогает административный совет Университета, где преподаватели представлены, хотя и в меньшинстве.
Преподаватели и студенты Университета довольно активно участвовали в борьбе за свои трудовые права. В 2007 году в Университете начался кризис. В мае 2007 года истек срок коллективного договора преподавателей с администрацией вуза и решался вопрос об его продлении. Однако в это время университет оказался в сложном финансовом положении — у вуза образовался долг примерно в 400 млн долларов, при этом власти попридержали выделение ему 65 млн долларов, в результате чего пришлось брать займы. Ситуация ещё более усугубилась, так как в 2007—2008 годах Канаду охватил мировой финансовый кризис. На этом фоне ректор Университета решил вывести деканов факультетов из профсоюза и отказаться от избрания их преподавателями. В итоге началось противостояние между профсоюзом преподавателей и администрацией вуза. Профсоюз требовал повысить заработную плату на 11 %, а также нанять ещё 300 преподавателей к уже работающим 1010, повысить плату за читаемые сверх нагрузки курсы лекций и за творческие отпуска (они бывают один раз в 7 лет и оплачиваются вузом), выдавать новым преподавателям грант на расходы по исследовательской работе и другие. Эти требования были отвергнуты и профсоюз провел несколько предупредительных забастовок в феврале — марте 2009 года, а затем около 6 недель бастовал полностью. Бастующие получали еженедельное пособие в размере 720 долларов, из которых 500 долларов выделялось из забастовочного фонда профсоюза (их полагалось отдавать постепенно в течение нескольких лет после окончания забастовки), а ещё 220 долларов от федерации профсоюзов (они не подлежали возврату).
Итогом забастовки стало вмешательство властей и компромиссное соглашение, которое предусматривало принятие на работу 146 преподавателей в срок до мая 2012 года, а также некоторые уступки, связанные с выплатами преподавателям (включая единовременную выплату в размере 3 % от годовой зарплаты бастующим после их возвращения на работу). Однако профсоюз согласился, что деканы факультетов станут назначаться и будут выведены из преподавателей в администрацию.

### Известные преподаватели
- Бедар, Луиза — известная танцовщица и хореограф.

### Известные студенты
- Франческа Ганьон — известная певица, выступала с Цирком Дю Солей (шоу Alegria)
- Дени Вильнёв — франко-канадский кинорежиссёр и сценарист.

## Кампус
Кампус УКМ был спланирован Димитрием Димакопулосом и расположен в центре Монреаля с большинством зданий в Латинском квартале, возле станции метро Берри-ЮКАМ.

## Дистанционное обучение и обучение через интернет
УКМ имеет в своём составе Теле-университет, предлагающий курсы и дипломы в компьютерной науке, образовании, коммуникациях, экологии и менеджменте. Университет Квебека улучшил географическую доступность через увеличение количества кампусов по всей провинции и через дистанционное образование в Теле-университете.